# Dionysia lacei
Dionysia lacei là một loài thực vật có hoa trong họ Anh thảo. Loài này được (Hemsl. & Watt) Clay mô tả khoa học đầu tiên năm 1937.